# Noreppa
Genre
Noreppa est un genre de papillons de la famille des Nymphalidae et de la sous-famille des Charaxinae qui ne comprend qu'une seule espèce résidant en Amérique du Sud.

## Systématique
Selon BioLib, ce genre est synonyme du genre Archaeoprepona Fruhstorfer, 1916.

## Liste d'espèces
Selon NCBI (12 avril 2021) :
- Noreppa chromus (Guérin-Ménéville, 1844) ; présent en Colombie, au Venezuela, en Bolivie, au Pérou et en Argentine.